# Santo Stefano in Aspromonte
Santo Stefano in Aspromonte – miejscowość i gmina we Włoszech, w regionie Kalabria, w prowincji Reggio Calabria.
Według danych na rok 2004 gminę zamieszkiwało 1467 osób, 86,3 os./km².